# Llave de cruceta

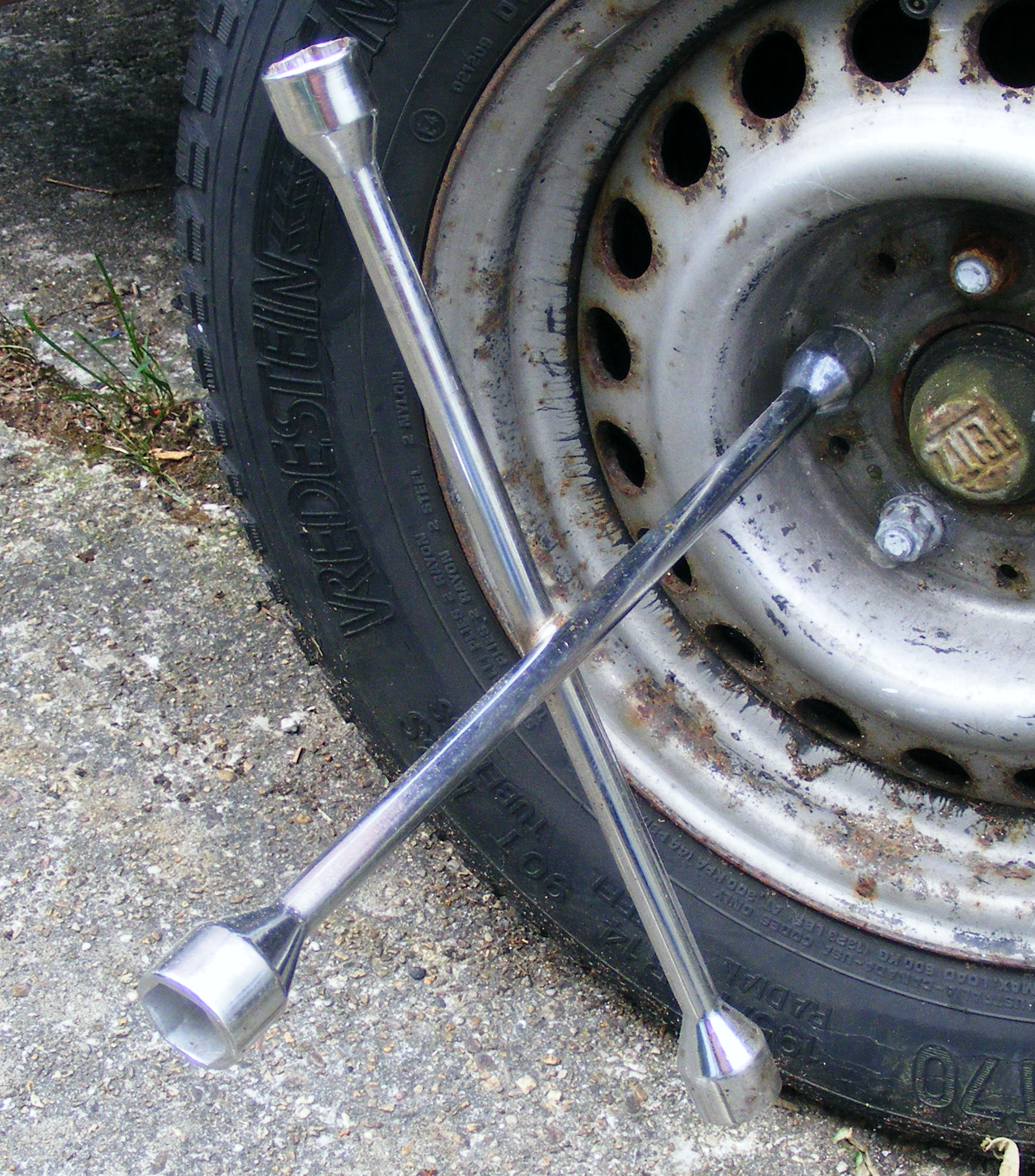
Llave de cruceta en uso.

Una llave de cruceta o llave de cruz es un tipo de herramienta que se usa para apretar o aflojar los tornillos que sujetan las llantas de los automóviles. Está hecha en forma de cruz, con diferentes bocas en cada uno de sus extremos, para diferentes tamaños de tuercas o tornillos. La llave de cruz es una herramienta básica y necesaria de tener en la cajuela del coche. Esta llave es compatible tuercas y birlos de cualquier tipo de auto americano, europeo y japonés.
17mm, 18.05 mm, 20.63 mm, 22,21 mm

## Par de apriete
Idealmente, los tornillos o las tuercas que sujetan una llanta deben apretarse con una llave dinamométrica, que son bastante más caras. Las llaves de cruceta son más económicas, pero carecen de la posibilidad de medir o limitar el par de apriete aplicado con ella. Instalar una rueda con una llave de cruceta implica el uso subjetivo a la hora de apretarla. Un par de apriete excesivo puede dar lugar a que se mellen las cabezas de los tornillos, las bases de las tuercas, o que se deterioren las roscas y, como consecuencia, que sean difíciles de retirar o que se produzca juego entre la llanta y el buje. De igual manera, un par desigual entre tornillos puede dar lugar a que el disco del freno de disco se alabee. Por ello, el uso de un atornillador neumático tan sólo se recomienda a la hora de soltar la rueda, y no al apretarla, aunque es frecuente apretarlas así por comodidad.
Cuando se recoloca una rueda, se han de apretar los tornillos al principio con la mano, siguiendo un orden en cruz, para presentar correctamente la cara de apoyo de la llanta y centrar los agujeros en los espárragos o en los tornillos. Entonces, se ha de repetir el proceso para asegurar la rueda. Tras ello, y al dejar la rueda en contacto con el suelo, proceder a apretar la rueda con llave, aplicando un par de apriete adecuado, nunca excesivo.
Un par de apriete insuficiente puede tener como consecuencia que la rueda se suelte en movimiento. Debido a esto, es recomendable hacer uso de una llave dinamométrica tan pronto como sea posible. Asimismo, conviene comprobar el buen ajuste de los tornillos tras un tiempo de uso, después de que la llanta haya sufrido vibraciones y ciclos térmicos.

## Otras llaves para cambio de ruedas en vehículos
Otra llave muy usada, que se encuentra en muchos automóviles, tiene un aspecto de L, con una llave de vaso soldada a su lado corto; mientras que el otro extremo suele estar biselado (como la punta de un cortafrío), facilitando así la retirada de los posibles tapacubos.